# Домантово (Тверская область)
Домантово — деревня в Лихославльском районе Тверской области.

## География
Находится в центральной части Тверской области на расстоянии приблизительно 6 км на север по прямой от районного центра города Лихославль.

## История
Деревня была отмечена как Домаки с 24 дворами ещё на карте Менде, состояние местности на которой соответствует 1848 году. В 1859 году здесь было учтено 22 двора. До 2021 деревня входила в Сосновицкое сельское поселение Лихославльского района до его упразднения.

## Население
Численность населения: 171 человек (1859 год), 44 (русские 68 %, карелы 32 %) в 2002 году, 49 в 2010.